# Carola Rackete
Carola Rackete (Preetz, 8 maggio 1988) è un'ambientalista, attivista, politica e comandante di nave tedesca; in passato ha lavorato per l'organizzazione di ricerca e soccorso Sea-Watch. È diventata nota a livello internazionale quando, al comando della nave da salvataggio Sea-Watch 3, nel giugno del 2019 decise di forzare la chiusura del porto di Lampedusa e fu arrestata con l'accusa di resistenza a una nave da guerra e tentato naufragio. A bordo aveva 42 migranti.

## Biografia
Nata a Preetz, vicino a Kiel, in Germania, con i suoi genitori ha vissuto a Heikendorf per due anni; "Poi siamo andati in giro per il mondo e alla fine siamo finiti ad Hambühren", vicino a Celle, dove si è diplomata nel 2007, racconta sua madre. Il padre Ekkehart è stato tenente-colonnello nella Bundeswehr, dove si è occupato per trent'anni di elettronica, di spionaggio elettronico (ELINT), esplosivi e sminamento, ambito navale, protezione balistica e simili. Dopo il congedo dall'esercito ha lavorato in varie industrie: Tag Krefeld, GTC di Celle che si occupano di produzioni per l'esercito; fino a metà del 2013 è stato consulente presso la "Dr. Fehr GmbH" che opera nel "settore sicurezza e investigazioni".
Carola ha studiato alla scuola navale nella Jade Hochschule, a Elsfleth, conseguendo una laurea in scienze navali e trasporti marittimi nel 2011. Allora era miope e, per poter essere ammessa in quella scuola, si fece operare con il laser. Il Bachelor in Scienze nautiche presso la Jade University corrisponde ai requisiti necessari per la licenza di capitano dell'Agenzia Federale Marittima e Idrografica di Germania, che viene successivamente acquisito solo sulla base dell'esperienza professionale.
Nel 2018 ha conseguito un master in "conservation management" presso la Edge Hill University in Inghilterra. Parla quattro o cinque lingue straniere.
Per un breve periodo di tempo, ha lavorato come volontaria per la tutela dell'ambiente all'interno della Riserva naturale di Kronockij nella penisola della Kamčatka. Prima e durante gli studi, ha lavorato come Primo ufficiale di coperta sulle navi da ricerca Polarstern dell'Istituto Alfred Wegener per la ricerca marina e polare (AWI) e Meteor gestite dall'Università di Amburgo.
Sempre per l'AWI ha navigato per due anni in spedizioni scientifiche in Artide e Antartide.
Dal 2015 al 2018 ha conseguito una laurea in Conservation management, presso la Edge Hill University nella città inglese di Ormskirk, che ha completato con un master.
Successivamente, Carola Rackete è stata responsabile della sicurezza per Silversea Cruises, una linea di crociere di lusso con sede nel Principato di Monaco. In seguito ha lavorato come secondo ufficiale su navi di proprietà di Greenpeace e British Antarctic Survey. Nel 2018, Carola Rackete prese parte alle ricerche di naufraghi a bordo di un aereo, il Colibri, dell'ONG francese Pilotes volontaires, che dal gennaio di quell'anno conduceva ricerche in acque internazionali al largo della Libia, dove dal 2014 circa 15 000 persone erano morte mentre tentavano di raggiungere l'Europa. A partire da giugno 2019, Rackete è diventata capitano della Sea-Watch 3, una nave di 645 tonnellate di stazza, che batte bandiera olandese.
Il 17 luglio 2023 ha dichiarato che si candiderà alle successive elezioni per il parlamento europeo con la lista Die Linke. Nel novembre 2023 ciò è stato ufficialmente confermato sia dall'interessata sia dal partito Die Linke. 

### Eventi di giugno e luglio 2019
Il 12 giugno, la nave raccolse 53 migranti nel Mediterraneo al largo della costa libica. La Sea-Watch 3 respinse un'offerta di attracco a Tripoli, considerata non sicura dall'UE e dalle organizzazioni umanitarie, e si diresse a Lampedusa, dopo che le era stato rifiutato di attraccare a Marsiglia. Secondo una mappa che fu pubblicata, e anche da un rapporto del Süddeutsche Zeitung e di altre ONG, questo era il porto sicuro più vicino secondo la legge marittima.
Il 14 giugno, l'Italia chiuse i suoi porti alle navi di salvataggio dei migranti. Il ministro dell'interno italiano Matteo Salvini rifiutò di consentire l'attracco della nave fino a quando altre nazioni europee non avessero accettato di prendere i migranti.
Si appellò al decreto-legge noto come “decreto Sicurezza Bis” che era stato approvato l'11 giugno 2019 dal Consiglio dei Ministri su proposta del Presidente Giuseppe Conte e del Ministro dell’interno Matteo Salvini. Alla redazione del testo aveva contribuito attivamente Matteo Piantedosi, allora capo gabinetto di Salvini. Il decreto attribuiva al Ministro dell’interno il potere di limitare o vietare l’ingresso, il transito o la sosta di navi nel mare territoriale. Dieci migranti, compresi bambini, donne in gravidanza e malati, furono comunque autorizzati a sbarcare.
Il 28 giugno, Finlandia, Francia, Germania, Lussemburgo e Portogallo si offrirono di accogliere i migranti.
Il 29 giugno, senza autorizzazione, Rackete decise di attraccare. La motivazione di ciò era che secondo lei i passeggeri erano esausti. Rackete fu arrestata dalle autorità italiane dopo l'ormeggio e le vennero contestati i reati di favoreggiamento dell’immigrazione clandestina e resistenza a navi da guerra.
Salvini la accusò di aver tentato di affondare una motovedetta italiana che stava cercando di intercettarla e con cui la sua nave si era scontrata, definendo l'incidente un atto di guerra e chiedendo l'intervento dei Paesi Bassi.

Il presidente del consiglio italiano Giuseppe Conte "si precipitò per affrontare la questione" al vertice del G20 di Osaka del 2019. La Germania protestò per l'arresto. Gli appelli di crowdfunding in Italia e Germania avevano raccolto oltre un milione di euro dal 1º luglio per la difesa legale della Sea-Watch. Fortune definì la Rackete il "volto nuovo e fresco" della crisi europea dei migranti.
La Sea-Watch 3 aveva un equipaggio principalmente tedesco ma navigava con bandiera olandese,
Nei Paesi Bassi, il principale partito governativo VVD dichiarò che le ONG che deliberatamente senza permesso raccolgono persone dovrebbero essere condannate per agevolazione della tratta di esseri umani.
Il portavoce Jeroen van Wijngaarden dichiarò: "In realtà non sono un servizio di salvataggio ma un servizio di traghetto".
All'interno del governo della coalizione olandese, hanno ottenuto il sostegno del CDA, e nel parlamento olandese c'era sostanzialmente una maggioranza a sostenerlo.
Tuttavia, gli altri due partiti nel governo di coalizione hanno protestato fortemente contro questa affermazione.
Rackete trascorse quattro giorni agli arresti domiciliari,
ma venne rilasciata dopo una sentenza del tribunale (GIP Alessandra Vella) che dichiarava non avesse infranto alcuna legge e che avesse agito per proteggere la sicurezza dei passeggeri. La procura di Agrigento fece ricorso in Cassazione contro la scarcerazione.
L'avvocato di Rackete intentò una causa contro Salvini per diffamazione sui social media, sostenendo avesse incitato i suoi seguaci a minacciarla.
Il consiglio comunale di Parigi il 12 luglio 2019 annunciò che i due capitani della Sea-Watch 3, Pia Klemp e Carola Rackete, avrebbero ricevuto la medaglia della città di Parigi, il massimo riconoscimento della capitale francese, per aver salvato i migranti in mare, perché i due capitani simboleggiavano "la solidarietà per il rispetto della vita umana".
Entrambe rifiutarono l'onorificenza, definendo questa decisione "ipocrita". La Klempt ha scritto in una dichiarazione: "Mi vuoi assegnare una medaglia... perché i nostri equipaggi lavorano quotidianamente per salvare i migranti da condizioni difficili. Allo stesso tempo, la tua polizia porta via le coperte alle persone che costringe a vivere per strada mentre sopprime le proteste e criminalizza le persone che difendono i diritti dei migranti e dei richiedenti asilo."

A luglio 2019 Rackete finisce sotto inchiesta da parte delle autorità italiane per possibili attività criminali in relazione a migranti privi di documenti; se condannata, Rackete rischierebbe fino a 15 anni di carcere.
Nel gennaio 2020 la Corte suprema di cassazione italiana stabilì che il rilascio da parte del Gip era legittimo e che Rackete non avrebbe dovuto essere arrestata.

### Aspetti legali
Il 25 giugno 2019, la Corte europea dei diritti dell'uomo (CEDU) nella sua sentenza respinse la "misura provvisoria richiesta dai ricorrenti nel caso di Rackete e a. "v. Italia”), con cui i richiedenti volevano ottenere un permesso di attracco in Italia attraverso la CEDU, poiché a quel tempo non esisteva un "rischio diretto di danno irreparabile".
Il 28 giugno 2019 la procura italiana avviò un'indagine. Di conseguenza, la capitana avrebbe potuto rischiare una multa fino a 50 000 euro per aver ignorato la chiusura del porto, per essere entrato in acque territoriali italiane e, per "aver usato la forza contro una nave da guerra", da tre a dieci anni di carcere. Il giudice esaminatore respinse i motivi di detenzione il 2 luglio 2019 sotto tutti gli aspetti. Tra l'altro, perché la motovedetta italiana della Guardia di Finanza non era una nave da guerra. Spiegarono inoltre che l'entità della collisione con la motovedetta ormeggiata al molo della banchina era stata esagerata nell'illustrazione.

Il Giudice per le indagini preliminari ha stabilito il 2 luglio 2019 che le navi delle ONG non violano le leggi con le loro attività di salvataggio e quindi non possono essere soggette a sanzioni.
Nel gennaio 2020 la Corte di cassazione ha alla fine rigettato il ricorso del pubblico ministero contro la liberazione del capitano tedesco della Sea Watch, Carola Rackete. Nella motivazione la Cassazione affermò che l'obbligo di prestare soccorso non si esaurisce nell'atto di sottrarre i naufraghi al pericolo di perdersi in mare ma comporta l'obbligo accessorio e conseguente di sbarcarli in un luogo sicuro.
L'articolo 98 della Convenzione delle Nazioni Unite sul diritto del mare stabilisce: "Ogni Stato obbliga il capitano di una nave che batte la sua bandiera (...) a fornire assistenza a chiunque sia in pericolo di morte in mare [e] a soccorrere le persone in difficoltà il più presto possibile".
Alla navigazione si applicano anche altri accordi internazionali, che obbligano a fornire assistenza.

Questi includono la Convenzione internazionale del 1974 per la protezione della vita umana in mare e la Convenzione internazionale sulla ricerca ed il salvataggio marittimo del 1979. Questi accordi furono ratificati e firmati:
- dai Paesi Bassi, sotto la cui bandiera la Sea-Watch 3 stava navigando
- dalla Germania come sede dell'organizzazione Sea-Watch
- dall'Italia che si è quindi impegnata nel salvataggio in mare.[59]

Oliver Diggelmann, professore di diritto internazionale all'Università di Zurigo, ha dichiarato in un'intervista alla Neue Zürcher Zeitung: "Secondo fatti noti, l'ingresso forzato a Lampedusa non è chiaramente coperto dal diritto internazionale".
L'Italia è obbligata a consentire alle navi di salvataggio di entrare nei suoi porti solo se qualcuno a bordo è in pericolo mortale e questo pericolo non può essere risolto a bordo.

### Reazioni

#### Sea Watch
Un portavoce di Sea Watch ha giustificato la decisione della comandante di entrare nel porto: "È stato l'ultimo disperato tentativo di garantire la sicurezza delle persone".

All'epoca era già stata messa a punto una soluzione politica per i migranti: diversi paesi dell'UE, tra cui la Germania, avevano accettato di accogliere i rifugiati. Il ministro degli interni italiano Salvini chiedeva ulteriori garanzie, senza le quali i migranti non avrebbero potuto sbarcare. In un'intervista a Spiegel, la Rackete aveva dichiarato di essere pronta ad affrontare le conseguenze. Se non l'avessero assolta i tribunali, lo avrebbero fatto i libri di storia. La Rackete aveva dichiarato, tramite i suoi avvocati, al quotidiano italiano Corriere della Sera: "La situazione era senza speranza. E il mio obiettivo era solo di portare a terra persone esauste e disperate".
Secondo Sea-Watch, dopo la sospensione degli arresti domiciliari, Carola ha raccontato: "ho sentito la solidarietà che tante persone mi hanno espresso".
 La decisione di non imporre alcuna privazione delle misure di libertà nei suoi confronti, la vede come una grande vittoria per la solidarietà con rifugiati, migranti e richiedenti asilo e contro la criminalizzazione dei suoi collaboratori.

#### La stampa
L'arresto di Rackete ha avuto notorietà internazionale: Le Figaro ha ampiamente riferito sulla vicenda.
Altri resoconti sono apparsi su Le Monde, The New York Times, El País, Il Messaggero e sul Neue Zürcher Zeitung.

Durante lo svolgimento degli eventi, diversi sono stati i contributi e i commenti, ospitati sulla stampa tedesca, che trattavano l'operazione di salvataggio della Rackete:
- Il responsabile della redazione esteri del Neue Zürcher Zeitung, Peter Rásonyi, ha valutato l'operazione di salvataggio della Rackete nel contesto della politica migratoria europea. "La sofferenza dei migranti africani, che continuano ad annegare quasi quotidianamente nel Mediterraneo, è dura da sopportare. Persone come la Rackete, che vuole salvare persone, che navigano su instabili gommoni in mare aperto e portarle su una terra sicura, sembra automaticamente avere un diritto morale". Comunque è stata una "oltraggiosa violazione della legge e una mancanza di rispetto, persino una presa in giro, dell'autorità statale italiana" che la Rackete con la Sea-Watch 3 "sia entrata in un porto italiano nonostante il divieto esplicito". Si potrebbe prevedere che in futuro soccorritori ben intenzionati diventeranno "partner impliciti dei trafficanti libici" se l'Italia cederà "all'imperativo morale tedesco e a persone come Rackete". Tuttavia, ha ammesso che era "lodevole e non da biasimare" aiutare immediatamente delle persone bisognose.[70]
- La filosofa italiana Donatella Di Cesare ha difeso Carola Rackete in un commento sul Zeit e l'ha confrontata con l'Antigone di Sofocle: dove la difesa dei diritti umani diventa un crimine, la disobbedienza civile è la regola. "Coloro che si impegnano a salvare vite umane sono colpevoli se non lo fanno. Fare il contrario non è accettabile".[71]
- In un commento filosofico su Deutschlandfunk Kultur, Arnd Pollmann ha descritto Carola Rackete con Greta Thunberg e Alexandria Ocasio-Cortez una moderna incarnazione dell'eroico.

#### La campagna per raccolta di fondi
Le azioni di solidarietà sono iniziate in Germania immediatamente dopo l'arresto.

Il 29 giugno 2019, i presentatori televisivi Jan Böhmermann e Klaas Heufer-Umlauf hanno lanciato una raccolta fondi.
Dopo un giorno hanno accumulato 600 000 euro. Böhmermann ha descritto il precedente risultato della campagna su Twitter come un successo e ha scritto: "Non si tratta solo di soldi urgentemente necessari, ma anche di un segnale: per chi salva la vita e per i responsabili politici".
Una campagna di raccolta fondi in Italia a favore dell'organizzazione di soccorso marittimo Sea-Watch e di Rackete ha raggiunto la cifra di 400 000 euro entro il 1º luglio.
Secondo un portavoce dell'organizzazione, una parte delle donazioni di oltre 1,4 milioni di euro verrà utilizzata per il processo contro Rackete, un'altra parte per sostenere i salvataggi in mare.

#### Politici italiani e opinione pubblica
Il ministro dell'Interno Matteo Salvini ha respinto qualsiasi critica al comportamento dell'Italia e ha commentato su Twitter che il suo paese non accetta ordini da nessuno: "Capitana criminale arrestata, nave pirata confiscata, pena massima per la organizzazione non governativa straniera". Salvini ha definito Rackete sbruffoncella. Il 29 giugno 2019, Rackete è stata descritta dal tedesco Tagesschau come "l'avversaria principale" di Salvini. Salvini ha criticato la decisione del giudice per le indagini preliminari di rilasciare Rackete: per la Magistratura italiana "apparentemente non c'è motivo di andare in prigione se si ignorano le leggi e si sperona una imbarcazione della polizia finanziaria". Si vergognino quelli che consentono al primo straniero che capita in Italia di infrangere la legge e mettere in pericolo la vita di militari che svolgono il loro lavoro. La "comandante criminale" è stata espulsa perché era una minaccia alla sicurezza nazionale. L'avvocato di Carola Rackete ha dichiarato di aver fatto causa per diffamazione contro Salvini, cosa che Salvini ha commentato in occasione di una festa della Lega a Barzago.
Le critiche di Salvini alla liberazione di Rackete da parte del giudice istruttore, ha commentato Reinhard Veser nel Frankfurter Allgemeine Zeitung, sono un attacco all'indipendenza della magistratura italiana.
Dopo aver intentato la causa, l'ufficio del procuratore ha avviato un'indagine preliminare contro Salvini.
In Italia, vari sondaggi hanno dimostrato che l'approvazione popolare ha chiaramente prevalso sulla posizione di Salvini.
Il partner della coalizione con la Lega di Salvini, il Movimento 5 Stelle (M5S) e i ministri del M5S, nel governo di cui facevano parte, erano d'accordo con la posizione di Salvini.
Il leader del partito del M5S, Luigi Di Maio, ha descritto le azioni dei soccorritori privati in mare come "intellettualmente insincere" e uno "spettacolo politico" volto a oscurare il governo italiano.
Il primo ministro italiano Giuseppe Conte non ha risparmiato palesi critiche alla Germania. Nell'operazione Sea Watch vide l'intenzione di prendere di mira il governo italiano per sfidarlo, soprattutto perché la capitana non aveva fatto abbastanza sforzi per trovare altri porti. Ha interpretato il comportamento di Rackete come un ricatto. Tuttavia, ci sono stati anche voti critici contrari. Il senatore Gregorio De Falco ha criticato Salvini: "Gli Schettino erano a Roma, non a bordo". Leoluca Orlando, sindaco di Palermo, annunciò che avrebbe presentato querela contro il Ministro degli Interni italiano, perché Rackete non aveva avuto altra scelta che attraccare a Lampedusa.
Secondo il direttore delle operazioni Sea-Watch, Philipp Hahn, l'intero equipaggio della Sea-Watch 3 ha ricevuto la cittadinanza onoraria dalla città di Palermo.
Luigi de Magistris, sindaco di Napoli, ha dichiarato: “Per me, l'arresto di Carola Rackete equivale all'arresto per il reato di umanità. Mi vergogno di questo governo".

Il deputato della Lega Alex Bazzaro ha cercato di sfruttare il processo di gestione del Partito Democratico con un fotomontaggio, una falsa foto di parlamentari e marinai della Sea-Watch 3 a pranzo a bordo.

#### Politica tedesca
Heiko Maas (SPD) ha commentato l'arresto di Rackete affermando: "il salvataggio in mare non deve essere criminalizzato".
Anche il Presidente federale della Germania Frank-Walter Steinmeier ha criticato l'arresto di Rackete.
Gerd Müller (CSU), del Ministero federale per la cooperazione e lo sviluppo economico, ha invitato l'Unione europea a richiedere il rilascio immediato di Rackete.
Il Presidente del Bundestag Wolfgang Schäuble (CDU) ha affermato "che le persone in difficoltà devono essere salvate", tuttavia, le organizzazioni di salvataggio in mare dovrebbero evitare di inviare segnali sbagliati.
La presidente federale dei Verdi, Annalena Baerbock, ha sostenuto Horst Seehofer che Rackete non sarebbe stata arrestata nel porto se si fosse chiarito in anticipo che le persone soccorse a bordo della "Sea-Watch" potevano migrare in Germania.
Per quanto riguarda il salvataggio in mare, ha affermato: "Il fatto che delle persone vengano arrestate per aver salvato la vita ad altri e per aver rispettato le convenzioni del diritto marittimo internazionale non corrisponde alla mia concezione di Europa".
Numerosi rappresentanti di AfD hanno espresso la loro approvazione per l'arresto di Rackete.
Per Beatrix von Storch Rackete è “complice dei trafficanti”.
Petr Bystron ha dichiarato in un'intervista: “Esiste un consenso a livello europeo sul fatto che la tratta di migranti nel Mediterraneo sia illegale.
Pertanto, l'arresto di Rackete è un fatto perfettamente normale“.
Il portavoce della politica estera dell'FDP, Bijan Djir-Sarai ha sostenuto che lo stato di diritto è "estremamente vulnerabile" se "le leggi sono infrante in base a motivi etici".

#### Politica olandese
Il  Sea-Watch 3  ha un equipaggio per la maggior parte tedesco, ma naviga sotto la bandiera dei Paesi Bassi.
Nei Paesi Bassi, il più grande partito al governo, il VVD, ha affermato che le organizzazioni non governative che raccolgono deliberatamente persone senza autorizzazione devono essere condannate per agevolazione del traffico di esseri umani.
Il portavoce Jeroen van Wijngaarden ha dichiarato: "In realtà non sono un servizio di salvataggio, ma un servizio di traghetto".
All'interno del governo della coalizione olandese hanno ricevuto l'appoggio del partito CDA e in linea di principio c'era una maggioranza nel parlamento olandese che lo sosteneva. Tuttavia, gli altri due partiti del governo di coalizione hanno fortemente protestato contro questa affermazione.

#### Politica austriaca
Il 1º luglio, in occasione della visita del presidente italiano Sergio Mattarella a Vienna, il 
presidente federale Alexander Van der Bellen ha dichiarato: "Quando in Austria vedo in un lago una barca in difficoltà e non mi affretto a prestare soccorso, sarò punito per non aver fornito aiuto - ma non sarò punito per aver fornito questo aiuto".
Il cancelliere federale Sebastian Kurz, capo del Österreichischen Volkspartei (ÖVP), ha sostenuto la linea politica del ministro degli Interni italiano Matteo Salvini.
In un'intervista, ha detto degli scafisti: "Stanno solo sollevando false speranze e possono mettere involontariamente ancora più persone in pericolo". Finché il salvataggio nel Mediterraneo sarà collegato a un biglietto per l'Europa, sempre più persone si metteranno in viaggio.
"Se ci assicuriamo che chiunque illegalmente si metta in viaggio verrà restituito al suo paese di origine o a un paese di transito, fermeremo la migrazione illegale, distruggeremo gli affari dei trafficanti e, soprattutto, finiranno gli affogamenti nel Mediterraneo.

#### Politica francese e lussemburghese
Il ministro degli esteri lussemburghese Jean Asselborn, come Christophe Castaner ministro degli interni francese ha ritenuto la chiusura dei porti una violazione del diritto marittimo.
Asselborn aveva chiesto la liberazione di Rackete e ha chiarito che lei "si sentiva obbligata" a portare i migranti a Lampedusa.
La città di Parigi intendeva premiare Carola Rackete e Pia Klemp, che è anche capitana della "Sea Watch 3" con la Medaglia della città di Parigi nella versione più prestigiosa: Grand Vermeil. L'obiettivo era "onorare la solidarietà e l'impegno per il rispetto dei diritti umani".
Il 21 agosto 2019, è stato annunciato che Pia Klemp aveva respinto il premio e criticato la sindaca di Parigi Anne Hidalgo per il suo comportamento con i migranti.

#### Politica catalana
Il Parlamento della Catalogna ha assegnato a Carola Rackete e al fondatore dell'organizzazione Proactiva Open Arms, Oscar Camps, una medaglia nel settembre 2019. L'onorificenza è stata consegnata da Pep Guardiola.

#### ONU e altre organizzazioni
Per quanto riguarda la questione del salvataggio in mare sollevata da Rackete, Stéphane Dujarric, portavoce del Segretario generale delle Nazioni Unite António Guterres, ha dichiarato: “Il salvataggio in mare è un imperativo umanitario di vecchia data richiesto anche dal diritto internazionale. Nessuna nave o capitano dovrebbe essere multato per avere aiutato imbarcazioni in pericolo le cui persone a bordo rischiano la vita."
Dopo che un giudice inquirente ha rilasciato Rackete, il segretario generale di Amnesty International in Germania, Markus N. Beeko, ha dichiarato che, in base al diritto marittimo, Rackete era obbligata a salvare le persone in pericolo e a portarle nel rifugio più vicino. Questo è stato confermato da un tribunale italiano. Medici senza frontiere ha chiesto la fine immediata della criminalizzazione e del blocco dei soccorsi civili in mare. È cinico che "con l'aiuto della guardia costiera libica e misure mirate contro le navi di soccorso civile, i paesi dell'UE stiano rendendo quasi impossibile fuggire da questa zona di conflitto", ha affermato il vicedirettore generale dell'organizzazione in Germania.

#### Rappresentanti delle Chiese
Il Ratspräsident (presidente) della Chiesa evangelica in Germania, Heinrich Bedford-Strohm, che aveva visitato la Sea-Watch 3 all'inizio di giugno, aveva detto che l'arresto era "una vergogna per l'Europa" e che lo rendeva "triste e arrabbiato". Il rappresentante speciale per le questioni relative ai rifugiati e il presidente della commissione per la migrazione della Conferenza episcopale tedesca, l'arcivescovo di Amburgo Stefan Heße, ha affermato che Rackete aveva seguito un chiaro imperativo etico. Le persone che stavano annegando dovevano essere salvate "senza se e senza ma". Coloro che salvano vite umane come la capitana stanno seguendo Gesù.

#### Social media
Nei social media l'arresto di Carola Rackete e il suo comportamento sono stati oggetto di molte controversie.
Un portavoce del ministero degli affari esteri tedesco ha condannato il tipo di minacce online e discorsi di odio che hanno portato la capitana tedesca a nascondersi in un luogo segreto dopo il suo rilascio come del tutto inaccettabile.

## Altre attività e procedimenti giudiziari
Carola Rackete è sostenitrice di Extinction Rebellion, un movimento socio-politico non violento che vuole combattere i cambiamenti climatici, fermare la perdita di biodiversità per minimizzare il rischio di estinzione umana e il collasso ecologico.
Per tale attivismo, il 12 novembre 2020, Carola Rackete è stata arrestata dalla polizia regionale dell'Assia nella foresta di Dannenrod, a Homberg/Ohm, mentre da una capanna su un albero, vestita con un costume da pinguino, protestava contro l’abbattimento di 27 ettari di bosco per il completamento dell’autostrada A 49.

## Premi e riconoscimenti
- Medaglia della città di Parigi, assegnata nel luglio del 2019[123] ma immediatamente rifiutata[44]
- Medaglia d'onore del Parlamento della Catalogna, assegnata il 10 settembre 2019[124]
- Premio Globart per il lavoro nella sua vita[non chiaro], assegnato il 20 ottobre 2019[125][126][127][128]

## Opere
- Il mondo che vogliamo (2019)